# Kúibyshev (Novosibirsk)
Kúibyshev (del ruso: Куйбышев) es una ciudad del óblast de Novosibirsk, en Rusia, centro administrativo del raión homónimo. Está situada a orillas del río Om, un afluente del río Irtysh, a 315 km al oeste de Novosibirsk, la capital del óblast. Su población, en 2009, era de 47 566 habitantes.

## Historia
Kúibyshev se fundó en 1722 como un fuerte militar llamado Kainski Pósad (Каинский Посад). En 1782, es rebautizada como Kaïnsk (Каинск) y accede al estatus de ciudad. En 1804 es incorporada en la guberniya de Tomsk. En 1935 es renombrada Kúibyshev en homenaje al bolchevique Valerián Kúibyshev, que fue exiliado a Kainsk en 1907, donde viviría durante dos años.

## Demografía
| 1897 | 1939 | 1959   | 1970   | 1979   | 1989   | 1996   | 2008   |
| ---- | ---- | ------ | ------ | ------ | ------ | ------ | ------ |
| 5900 | 9800 | 30 400 | 40 100 | 46 500 | 51 200 | 51 800 | 48 028 |

## Economía
La ciudad posee una central eléctrica, y varias fábricas de materiales de construcción (hormigón armado), de productos químicos, de productos alimenticios (leche, carne), vestidos, etc.

## Personalidades
- Vladímir Sóbolev, funcionario del Partido Comunista de la Unión Soviética y diplomático.